# جان غيل
جان غيل (بالإنجليزية: Jean Gale)‏ هي ممثلة أمريكية، ولدت في 13 سبتمبر 1912 في سان فرانسيسكو في الولايات المتحدة، وتوفيت في 26 سبتمبر 1974 في لوس أنجلوس في الولايات المتحدة بسبب مرض.

## وصلات خارجية
- جان غيل على موقع IMDb (الإنجليزية)
- جان غيل على موقع قاعدة بيانات برودواي على الإنترنت (الإنجليزية)